# Bomullsporing
Bomullsporing (Antrodia gossypium) är en svampart som först beskrevs av Speg., och fick sitt nu gällande namn av Leif Ryvarden 1973. Bomullsporingen ingår i släktet Antrodia och familjen Fomitopsidaceae. Arten är reproducerande i Sverige. Inga underarter finns listade i Catalogue of Life.
Enligt Dyntaxa är bomullsporingens vetenskapliga namn sedan 2008 Fibroporia gossypium.
I den svenska databasen Dyntaxa används istället namnet Fibroporia gossypium för samma taxon.  Arten är reproducerande i Sverige.